# Światowy Dzień Pomocy Humanitarnej
Światowy Dzień Pomocy Humanitarnej (ang. World Humanitarian Day) – coroczne święto ustanowione przez Zgromadzenie Ogólne ONZ 11 grudnia 2008 roku.
Dzień ten upamiętnia zamach bombowy w 2003 roku na placówkę ONZ w Bagdadzie, podczas której zginął Wysoki Komisarz ONZ ds. Praw Człowieka Sérgio Vieira de Mello.
W obchodach biorą udział m.in. Biuro ONZ do spraw Koordynacji Pomocy Humanitarnej (ang. UN Office for the Coordination of Humanitarian Affairs, OCHA) i Polska Akcja Humanitarna (PAH).
Obchody Dnia mają na celu zwiększenie świadomości społecznej na temat działań związanych z niesieniem pomocy humanitarnej na świecie i przybliżenie znaczenia międzynarodowej współpracy w tej dziedzinie. Dzień ten jest również okazją, aby wyrazić szacunek w stosunku do wszystkich pracowników humanitarnych ONZ i innych organizacji oraz uczcić pamięć tych, którzy pełniąc obowiązki stracili życie. Sekretarz Generalny ONZ tak wypowiedział się z okazji Światowego Dnia Pomocy Humanitarnej 19 sierpnia 2010 roku:

W Światowym Dniu Pomocy Humanitarnej potwierdzamy nasze zaangażowanie w ratowanie ludzi oraz składamy hołd tym, którzy oddali życie dla tej szczytnej sprawy.